# André Turpin
André Turpin (nascut el 1966) és un director de fotografia, director de cinema i guionista canadenc francòfons.

## Carrera
Com a director de fotografia, ha guanyat més d'una dotzena de premis, inclosos els Canadian Screen Awards pel Premi de l'Acadèmia del Cinema i la Televisió Canadenca a la millor fotografia pel seu treball a les pel·lícules de Xavier Dolan Mommy (2014) i Juste la fin du monde (2016). Va guanyar dos Premis Genie a la millor fotografia per Maelström (2000) als 21ns Premis Genie i per Incendies (2010) als 31ns Premis Genie.
El 2015, va ser el director de fotografia del vídeo musical d'Adele per la cançó "Hello", pel qual va rebre una nominació a la millor fotografia als MTV Video Music Award de 2016.
Com a director i guionista, és conegut sobretot pel seu treball a la pel·lícula de 2001 Un crabe dans la tête, que va ser escollida com a presentació del Canadà a l'Oscar a la millor pel·lícula de parla no anglesa als Premis Oscar de 2002, encara que finalment no va ser nominada. La pel·lícula també va rebre nominacions a la Millor Pel·lícula i Millor Guió als 22ns Premis Genie, i va guanyar diversos Premis Jutra, inclosos el millor director, el millor guió i la millor fotografia.
Als 2nd Canadian Screen Awards, Turpin i Anaïs Barbeau-Lavalette van ser nominats per al Canadian Screen Award al millor curtmetratge d'acció en directe pel seu curtmetratge Ina Litovski .

## Vida personal
Està casat amb la directora de cinema Louise Archambault.

## Filmografia

### Director de fotografia
- 1992 - Croix de bois
- 1993 - Because Why
- 1995 - Zigrail
- 1996 - Cosmos
- 1997 - La Comtesse de Bâton Rouge
- 1998 - Un 32 août sur terre
- 1999 - Atomic Saké
- 1999 - Matroni et moi
- 2000 - Maelström
- 2001 - Un crabe dans la tête
- 2004 - Childstar
- 2005 - Familia
- 2006 - Congorama
- 2008 - C'est pas moi, je le jure!
- 2010 - Incendies
- 2012 - Ina Litovski
- 2013 - Mémorable moi
- 2013 - Whitewash
- 2013 - Tom à la ferme
- 2014 - Mommy
- 2015 - "Hello" (Vídeo musical d’Adele)
- 2016 - Juste la fin du monde
- 2018 - The Death and Life of John F. Donovan
- 2019 - Matthias & Maxime
- 2019 - Playmobil: The Movie
- 2022 - La nuit où Laurier Gaudreault s'est réveillé
- 2023 - Simple comme Sylvain

### Director
- 1995 - Zigrail
- 1996 - Cosmos ("Jules & Fanny")
- 2001 - Un crabe dans la tête
- 2012 - Ina Litovski
- 2012 - Sept heures trois fois par année
- 2014 - Prends-moi
- 2015 - Endorphine